# Willem II van Béarn
Willem Raymond van Moncada (-Portopi) was een zoon van Willem I van Béarn en van Wilhelmina van Castelvil.
Zijn regeringsperiode werd overheerst door de pogingen van de Catalaans-Aragonese adel om invloed te krijgen op de jonge koning Jacobus I van Aragón. Willem Raymond zelf bereidde een inval van de Balearen voor.
Hij beloofde de eed van trouw af te leggen aan de Engelse koning voor de gebieden, gelegen in Aquitanië (Béarn, Gabardan, Brulhois en Captieux). Dit betekende het begin van de teloorgang van de invloed van Aragon op Béarn ten voordele van Engeland.
In 1229 vertrekt een vloot naar Mallorca, onder de leiding van Willem Raymond, maar hij sneuvelt kort na de ontscheping in de slag bij Portopi.

## Huwelijk en kinderen
Hij was gehuwd met Garsendis, dochter van Alfons II van Provence, en had twee kinderen:
- Gaston, zijn opvolger,
- Constance, gehuwd met Diego López de Haro III, heer van Biskaje.